# メリルハースト (オレゴン州)
メリルハーストは、アメリカ合衆国オレゴン州クラカマス郡に属する非法人共同体である。ポートランドの8マイル南に位置し、レイクオスウィーゴとウェストリンを隣接する。オレゴン州道43号線沿いにあり、近くにはウィラメット川が流れる。地域内には、メリルハースト大学やメリルハースト大学附設アートギャラリーがある。
1908年、シスターズ・オブ・ザ・ホーリー・ネームズ・オブ・ジーザス・アンド・メアリー（Sisters of the Holy Names of Jesus and Mary）の教徒らが、レイクオスウィーゴとウェストリンに挟まれた田園地帯250,000 m2を購入した。教徒らはその後、購入した土地をメリルハースト（Marylhurst、「メアリーの森」の意）に改称した。その直後、ポートランドから移転してきたセントメアリーズ・カレッジも、メリルハースト大学に改称した。